# 高松市立庵治第二小学校
高松市立庵治第二小学校（たかまつしりつ あじだいにしょうがっこう）は、香川県高松市庵治町にある休校中の公立小学校。略称は庵治二（あじに）。

## 概要
瀬戸内海国立公園内の大島にある小学校。
2018年3月をもって2度目の休校となった。

## 沿革
- 1906年（明治39年）4月 - 庵治尋常高等小学校大島仮分教場として開校[2][1]。
- 1927年（昭和2年）4月 - 「庵治尋常高等小学校大島分教場」に改称[2]。
- 1942年（昭和17年）4月 - 大島学園と楓学園を統合し、「庵治村立庵治第二国民学校」として本校から独立[2]。
- 1947年（昭和22年）4月 - 学校教育法施行に伴い、「庵治村立庵治第二小学校」に改称[2]。
- 1949年（昭和24年）4月 - 庵治小学校大島分教場を統合[2]。
- 1951年（昭和26年）9月 - 現在地に校舎を落成[2]。
- 1953年（昭和28年）7月 - 教室を増築[2]。
- 1956年（昭和31年）3月 - 講堂（へき地集会場）を落成[2]。
- 1968年（昭和43年）4月1日 - 町制施行に伴い、「庵治町立庵治第二小学校」に改称[2]。
- 1976年（昭和51年）4月 - 新校舎を落成[2]。
- 1977年（昭和52年）3月 - 校訓を制定。新校名旗を制定[2]。
- 1980年（昭和55年）3月 - 視聴覚室を設置[2]。
- 1981年（昭和56年）3月 - 前庭を整備[2]。
- 1986年（昭和61年）
  - 7月 - 旧校舎と旧講堂を解体[2]。
  - 12月 - 新体育館を落成[2]。
- 1988年（昭和63年）6月 - 学校園を校舎南側に設置[2]。
- 1991年（平成3年）7月 - 石の彫刻「和」を前庭に設置[2]。
- 2003年（平成15年）1月 - ソニー子ども科学教育プログラム努力校に選定[2]。
- 2006年（平成18年）
  - 1月10日 - 編入合併に伴い、「高松市立庵治第二小学校」に改称。
  - 11月 - 第2回全国小学校ホームページ大賞（J-KIDS）にて特別賞「グローイングアップ賞」を受賞[2]。
- 2007年（平成19年）3月31日 - 休校[3]。
- 2010年（平成22年）4月 - 再開[3]。
- 2011年（平成23年）5月 - 校舎の耐震工事を実施[2]。
- 2018年（平成30年）3月31日 - 再度休校[1]。

## 施設概要
主な施設を掲載。
- 校舎（530 m2[4]） - 1976年落成の鉄筋コンクリート造2階建てで、1951年に落成した木造校舎（60坪）の後継にあたる[2]。
- 体育館（515.25 m2） - 1986年落成の2階建てで、1956年に落成した講堂（32坪）の後継にあたる[2]。
- 校庭
- 学校園

## 学区
- 大島全域[5]

## 進学先の中学校
- 庵治村立庵治第二中学校 - 1966年度以前[2]
- 高松市立庵治中学校 - 1967年度以降[2]

## アクセス
高松港から出港している官有船へ乗船し、大島港で下船。港からは徒歩で約6分。

## 周辺
- 国立療養所大島青松園
- 千歳簡易郵便局